# فيليب (اسم)
فَيْلِيب وفَيْلِب (بالإنجليزية: Philip) أو فيليبس (باليونانية: Φίλιππος) هو اسم علم شخصي مذكر من أصل يوناني وهو مشتق من اسم فيليبوس وألذي معناه محب الخيول، لدى هذا الاسم شعبية كبيرة عند الذكور في الغرب وعند المسيحيين نسباً للقديس فيليبس أحد تلاميذ المسيح وأما سبب نيله للشهرة فهو نسبةً لفيليب الثاني المقدوني والد الإمبراطور إسكندر المقدوني، وبالإضافة إلى كونه شعبي عند الناس فقد أطلق هذا الاسم على دول ومدن مثل الفلبين.
لهذا الاسم أشكال أخرى أيضاً مثل فيلي وبيب وبيبو وفيليبي وفيليبو، وأيضاً فيليبا.

## الشخصيات
- فيليبوس الأول المقدوني
- فيليب الثاني المقدوني
- فيليبوس الثالث المقدوني
- فيليب الخامس ملك مقدونيا
- فيليب الأول (فيلاديلفوس) ملك سلوقي
- فيليب الثاني (فيلورومايوس) ملك سلوقي
- فيليبس أحد تلامذة المسيح
- فيليب العربي إمبراطور روماني
- فيليب الأول ملك قشتالة
- فيليب الثاني ملك إسبانيا
- فيليب الثالث ملك إسبانيا
- فيليب الرابع ملك إسبانيا
- فيليب الخامس ملك إسبانيا
- فيليب السادس ملك إسبانيا
- فيليب الأول ملك فرنسا
- فيليب الثاني أغسطس
- فيليب الثاني، دوق اورليان
- فيليب الثالث ملك فرنسا
- فيليب الرابع ملك فرنسا
- فيليب الرابع دوق بورغونيا
- فيليب الخامس ملك فرنسا
- فيليب السادس ملك فرنسا
- فيليب الطيب دوق بورغوني
- فيليب ملك بلجيكا
- فيليب دوق إدنبرة قرين ملكة بريطانيا
- فيليب الأول (لاندغراف هسن) مصلح بروتستانتي ألماني
- فيليب لام لاعب كرة قدم ألماني
- فيليب جورجيفيتش لاعب كرة قدم صربي
- الملك فيليب أحد زعماء الهنود الحمر
- فيليب قلاس ملحن أمريكي
- فيليب حتي مؤرخ لبناني
- فيليب سيمور هوفمان ممثل أمريكي
- فيليب كولشرايبر لاعب كرة مضرب ألماني
- فيليب هيوز لاعب كرة مضرب أسترالي
- فيليب بروكس مصارع محترف أمريكي المعروف باسم سي إم بنك
- فيليب فيليبس مغني أمريكي
- فيليب دورتشيتش لاعب كرة قدم صربي
- فيليب جونسون معماري أمريكي
- فيليب أندرسون فيزيائي أمريكي
- فيليب أبيلسون فيزيائي أمريكي
- فيليب أنتون لينارد فيزيائي مجري ألماني
- فيليب أوفونو لاعب كرة قدم غيني استوائي
- فيليب أوليفاريس لاعب كرة قدم مكسيكي
- فيليب أونوريه رسام كاريكاتير فرنسي
- فيليب أوتو رونغي رسام ألماني
- فيليب إريا مسرحي فرنسي
- فيليب إيفانوفسكي لاعب كرة قدم مقدوني
- فيليب بيتان سياسي وقائد عسكري فرنسي
- فيليب بيرغيرو لاعب كرة قدم فرنسي
- فيليب بيتشنر لاعب كرة مضرب ألماني
- فيليب بيكر هول ممثل أمريكي
- فيليب بينيل طبيب فرنسي
- فيليب باردسلي لاعب كرة قدم أسكتلندي
- فيليب بويدورو سياسي فانواتي
- فيليب بوتي مؤدي عروض سيرك فرنسي
- فيليب تروسيه لاعب ومدرب كرة قدم فرنسي
- فيليب جاكوتيه شاعر فرنسي
- فيليب جيشا لاعب كرة يد تشيكي
- فيليب جوريسيس ممثل كرواتي
- فيليب حبيب سياسي أمريكي
- فيليب دايمز لاعب كرة قدم بلجيكي
- فيليب ديغن لاعب كرة قدم سويسري
- فيليب دي طرازي كاتب لبناني
- فيليب دي أورلينز قائد عسكري فرنسي
- فيليب ديك روائي أمريكي
- فيليب رحمة شاعر سويسري مصري
- فيليب زيالور لاعب كرة قدم سيشلي
- فيليب زيمباردو عالم نفس أمريكي
- فيليب زوينير لاعب كرة سلة ألماني
- فيليب سلون لاعب كرة قدم أمريكي
- فيليب ستريف سائق فورمولا ون فرنسي
- فيليب ستاما لاعب شطرنج سوري
- فيليب شارب عالم وراثة أمريكي
- فيليب شيبو لاعب كرة قدم سلوفاكي
- فيليب شايدمان سياسي ألماني
- فيليب شيريدان قائد عسكري أمريكي
- فيليب فولشايد لاعب كرة قدم ألماني
- فيليب فويانوفيتش سياسي مونتينيغري
- فيليب فون لوديش سيدل رياضياتي ألماني
- فيليب فايت رسام ألماني
- فيليب فيركرويس لاعب كرة قدم فرنسي
- فيليب كاتيو مبارز سيف شيش فرنسي
- فيليب كوكو لاعب كرة قدم هولندي
- فيليب كوتلر اقتصادي أمريكي
- فيليب كريستانفال لاعب كرة قدم فرنسي
- فيليب ميلر عالم نبات أسكتلندي
- فيليب مكسيس لاعب كرة قدم فرنسي
- فيليب ملانكتون لاهوتي ألماني
- فيليب نويل بيكر سياسي بريطاني
- فيليب نويريه ممثل فرنسي
- فيليب هنش طبيب أمريكي
- فيليب هولوشكو لاعب كرة قدم سلوفاكي
- فيليب هيوز لاعب كريكت أسترالي
- فيليب هاموند سياسي بريطاني
- فيليب يانسي كاتب أمريكي
- فيلبي كوتينيو لاعب كرة قدم برازيلي

### شخصيات خيالية
- فيليب مارلو شخصية من اختراع رايموند تشاندلر